# Сканнерборг (муніципалітет)
Сканнерборг (дан. Skanderborg) — муніципалітет у регіоні Центральна Ютландія королівства Данія. Площа — 416.7 квадратних кілометрів. Адміністративний центр муніципалітету — місто Сканнерборг.

## Населення
У 2012 році населення муніципалітету становило 58 008 осіб.